# Markus Niemelä
Markus Niemelä (* 20. März 1984 in Rauma) ist ein finnischer Automobilrennfahrer. Seine Motorsportkarriere ist von einigen Verletzungen geprägt worden.

## Karriere
Von 1998 bis 2003 war der junge Finne im Kartsport aktiv. 2004 gewann Niemelä die Meistertitel der schwedischen und finnischen Formel Ford. Im darauf folgenden Jahr ging Niemelä in der deutschen Formel BMW an den Start und wurde Siebter in der Gesamtwertung. 2006 wechselte Niemelä in die britische Formel Renault und wurde auch in dieser Serie Siebter. 2007 fuhr Niemelä im Formel Renault 2.0 Eurocup und wechselte nach einer halben Saison in die GP2-Serie zu BCN Competición. Als Ersatz für Sakon Yamamoto startend verletzte sich der Finne bereits bei seinem ersten Rennen in der GP2-Serie auf dem Hungaroring an der Schulter. Nach einer Pause von einem Rennwochenende konnte er wieder an den letzten drei Rennwochenenden teilnehmen.
2008 wechselte Niemelä nach Amerika in die Formel Atlantic. Er gewann zwei Rennen und holte für Brooks Associates Racing startend den Meistertitel dieser Serie. Im September nahm Niemelä für Racing Engineering an Testfahrten der GP2-Serie teil.

## Karrierestationen
- 1998–2003: Kartsport
- 2004: Schwedische Formel Ford (Meister), Finnische Formel Ford (Meister)
- 2005: Deutsche Formel BMW (Platz 7)
- 2006: Britische Formel Renault (Platz 7)
- 2007: GP2-Serie (Platz 31), Formel Renault 2.0 Eurocup (Platz 16)
- 2008: Formel Atlantic (Meister)

| Personendaten    | Personendaten                  |
| ---------------- | ------------------------------ |
| NAME             | Niemelä, Markus                |
| KURZBESCHREIBUNG | finnischer Automobilrennfahrer |
| GEBURTSDATUM     | 20. März 1984                  |
| GEBURTSORT       | Rauma, Finnland                |